# Caudron C.800
Dimensions
Le Caudron C.800 est un planeur biplace français, conçu par Raymond Jarlaud et ayant fait son premier vol au cours de la Seconde Guerre mondiale. Il est produit en grandes quantités après-guerre. Jusque dans les années 1960, il est le planeur le plus utilisé par les clubs français pour la formation de base. Plusieurs volent encore.

## Conception et développement
La conception du Caudron C.800 commence peu après l'armistice franco-allemand de juin 1940, en même temps que celle du Castel C-25S. Les deux aéronefs sont destinés à augmenter le nombre de machines disponibles pour les activités vélivoles en zone libre. Les ailes hautes en structure bois entoilée sont haubanées par deux mâts reliant le bas du fuselage au quart de l'aile. Jusqu'à l'ancrage des mâts la corde est constante. Elle décroît ensuite pour donner un bout d'aile sensiblement elliptique, les charnières des ailerons sont obliques,.
Le fuselage de section ovale est un monocoque de contreplaqué entoilé. L'aile est montée au sommet du fuselage juste derrière un poste de pilotage muni de doubles commandes, dans lequel l'instructeur et l'élève sont installés côte à côte. La verrière est composée de plusieurs pièces. Il y a plusieurs ouvertures transparentes dans le fuselage juste en dessous de la verrière. Derrière l'aile, le fuselage s'affine jusqu'à l'empennage au-dessus duquel est monté le petit plan fixe de profondeur, comportant un léger dièdre. Les gouvernes de profondeur sont devant une fine dérive droite et une grande gouverne de direction. Comme les ailes, l'empennage est en structure bois entoilée. Le train d'atterrissage se compose d'une roue fixe, complétée par un patin en bois et une petite béquille de queue.
Deux prototypes de C.800 volent durant la Seconde Guerre mondiale. Le premier, achevé en janvier 1942, effectue son premier vol en avril 1942, en région parisienne, piloté par Roger Janin. L'exemplaire n° 2 vole également avant l’invasion de la zone libre, mais celle-ci interrompt tout travail. 
Une version monoplace, le C.810 vole également en 1942, mais ces deux prototypes sont détruits dans des bombardements. Une version améliorée du monoplace, le C.811 vole après 1945, mais jugé par le Ministère de l'Air trop semblable à d'autres modèles, tels que le Schneider Grunau Baby, il n'est pas produit en série.
En 1951, une version améliorée du C.800 nommée C.801 est conçue par Raymond Jarlaud. Elle a une structure renforcée, une gouverne de direction agrandie et des ailerons équilibrés. La visibilité est améliorée par une simplification de la verrière et des plexiglas galbés. La manutention au sol est facilitée par le déplacement de la roue vers l'avant,. Il dispose également d'un crochet reculé pour améliorer les treuillages. Il en est construit 10 par les Établissements Fouga & Cie mais, plus fragile que le C.800, il est interdit de vol.

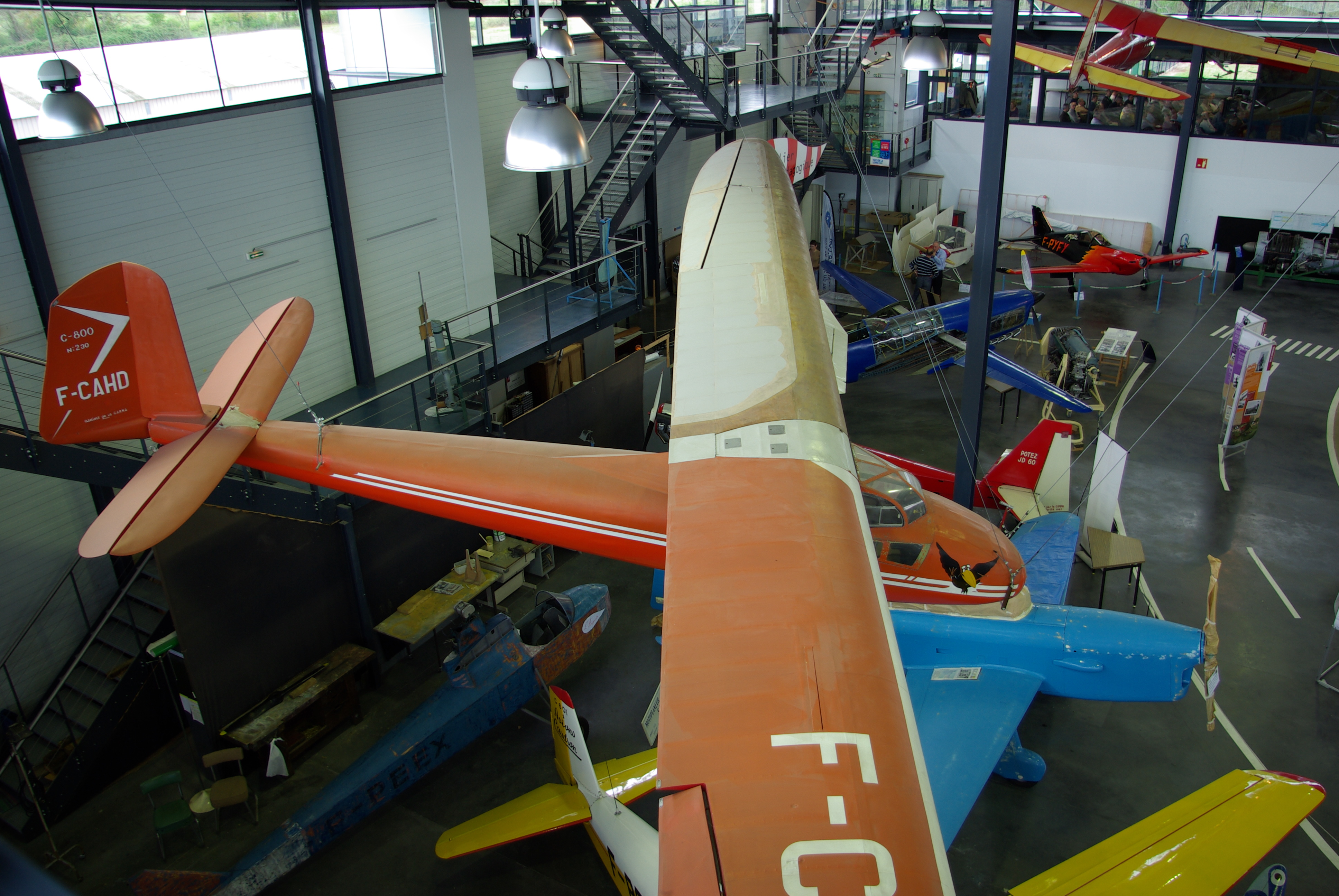

## Historique opérationnel
Après la Libération de la France en 1944, le gouvernement français en commande 450 exemplaires dans le cadre d'un effort pour faire renaître l'aviation française. La commande est réduite par la suite à 248 exemplaires. La plupart vont dans les clubs de vol à voile et deviennent, avec le Castel C-25S, les biplaces standards jusqu'à leur remplacement par le Wassmer WA 30 Bijave au début des années 1960. Le C.800 est resté un important élément des clubs pendant plus de vingt ans. Certainss ont utilisés par l'armée de l'Air et l'Aéronavale.
Dix C.801 sont construits par Fouga à Aire-sur-l'Adour mais sont interdits de vol en 1957.
En 2010, six C.800 restent inscrits sur le registre des aéronefs civils français et un aux Pays-Bas.
En 2019, le site de la DGAC recense 43 appareils inscrits.

## Variantes
C.800
Original des années 1940. Production : 302 appareils construits.
C.800 version motorisée
Appareil n° 105 transformé par son ancien propriétaire Gaston Torchut. Restauré et remis au standard depuis
C.801
Amélioration des années 1950. 10 appareils construits.
C.810
Version monoplace ayant volé en 1942. Les deux prototypes ont été détruits dans des bombardements.
C.811
Amélioration du C.810 ayant volé après-guerre, mais qui n'a pas été développée.

## Planeurs exposés

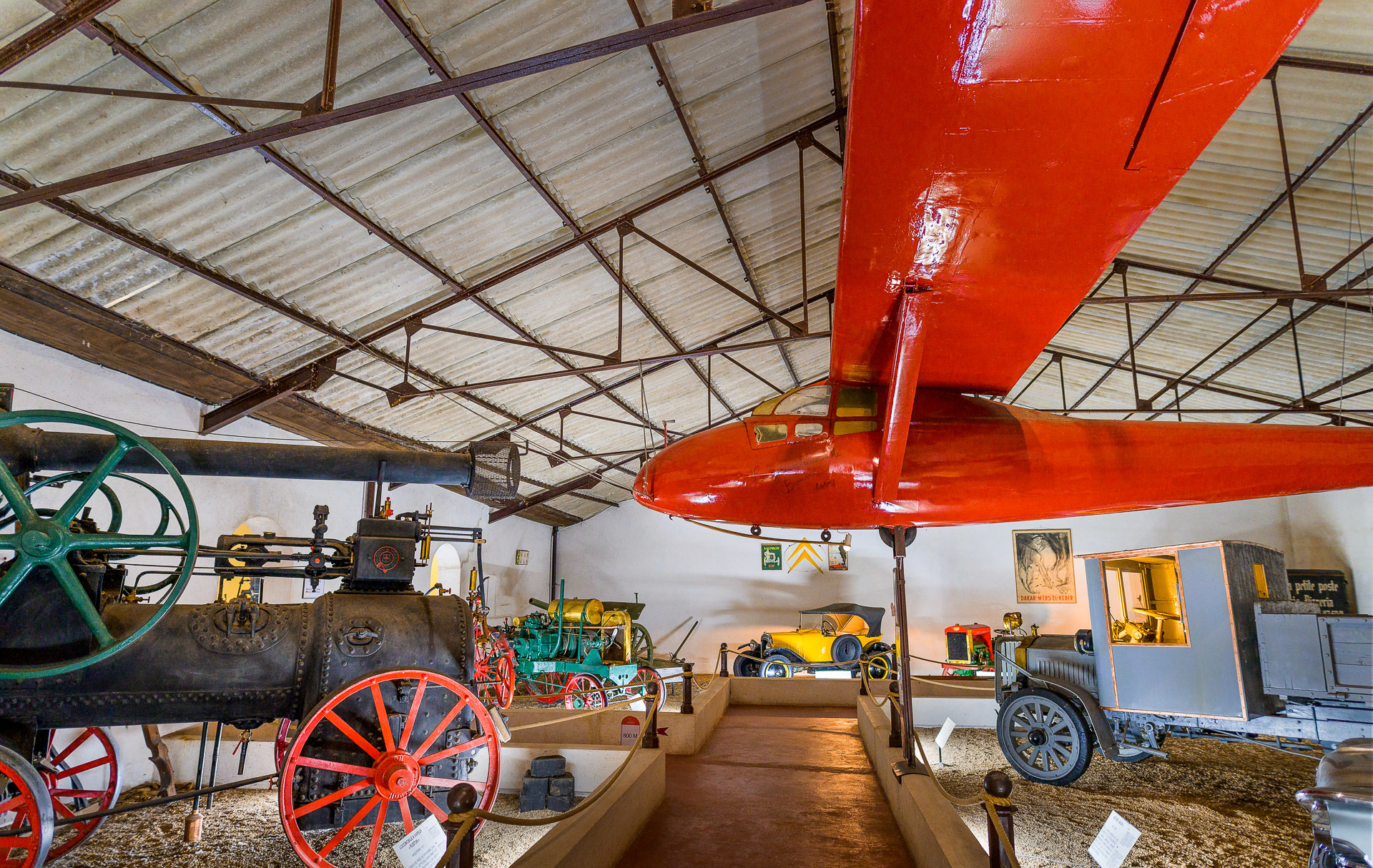
Caudron C.800 du Musée Maurice-Dufresne.

Données issues de Musées de l'Aviation, et Collections de l'Europe Continentale. Des C.800 sont exposés à :
- Le Musée De L'Armée, Bruxelles
- Musée de l'Agriculture et de la Locomotion, Uzès
- Musée Maurice Dufresnes, Azay-le-Rideau
- Musée Régional de l'Air, Angers
- Musée de l'Aviation de Mas Palegry, Perpignan
- Musée de l'Air et de l'Espace, le Bourget
- Ailes Anciennes Toulouse, Blagnac

En juillet 2021, un C-801 remis en état de vol a volé de nouveau à Bourges.